# Forest Hill (Teksas)
Forest Hill je grad u američkoj saveznoj državi Teksas. Prema popisu stanovništva iz 2010. u njemu je živjelo 12.355 stanovnika.